# Elecciones generales del Reino Unido de 1966
Las elecciones generales del Reino Unido de 1966 se celebraron el jueves 31 de marzo de 1966. Resultó vencedor por una amplia mayoría el Partido Laborista liderado por Harold Wilson.

## Resultados
| Partido                       | Líder            | Votos      | %      | Escaños | +/− |
| ----------------------------- | ---------------- | ---------- | ------ | ------- | --- |
| Partido Laborista             | Harold Wilson    | 13.096.629 | 48,0 % | 364     | +48 |
| Partido Conservador           | Edward Heath     | 11.418.455 | 41,9 % | 253     | -52 |
| Partido Liberal               | Jo Grimond       | 2.327.457  | 8,5 %  | 12      | +3  |
| Partido Nacional Escocés      | Arthur Donaldson | 128.474    | 0,5 %  | 0       |     |
| Plaid Cymru                   | Gwynfor Evans    | 62.071     | 0,2 %  |         |     |
| Republicanos independentes    |                  | 62.782     | 0,2%   |         |     |
| Partido Comunista             | John Gollan      | 62.092     | 0,2%   |         |     |
| Partido Laborista Republicano | Gerry Fitt       | 26.292     | 0,1 %  | 1       | -   |
| Partido Nacionalista          | Eddie McAteer    | 22.167     | 0,1%   |         |     |